# Waitara (fleuve)
Le Waitara  (en anglais : Waitara River) est un cours d’eau de la région de Taranaki, dans l’Île du Nord de la Nouvelle-Zélande.

## Géographie
La source du fleuve Waitara se trouve dans les collines très escarpées à l’est du mont Taranaki/Egmont, près de la ville de Tahora (en). Après s'être dirigée vers le sud-ouest en direction de la région de Taranaki, la rivière tourne brutalement pour couler vers le nord-ouest dans la mer de Tasman qu'elle rejoint vers la ville côtière de Waitara.
La rivière avait autrefois des quais à Waitara, où la viande exportée de l’usine de congélation « Thos. Borthwick & Sons » était chargée sur les bateaux.
Cependant, ce commerce fut ensuite transféré de New Plymouth vers le Port de Taranaki (en) jusqu’à la fermeture de l'usine en 1995.
Le fleuve Waitara est le premier cours d’eau à fond de vase au nord de Cap Egmont (en). Elle est sujette aux inondations et il existe des digues à l’ouest de la rivière (en amont du pont) et des deux côtés en aval.
Le pont suspendu historique de Bertand road (en) (l’un des rares ponts routiers  de ce type en Nouvelle-Zélande), se trouve à quelques kilomètres de la State Highway 3 (en) (juste en amont de la ville).

## Guerres de Nouvelle-Zélande
En décembre 1860, durant la campagne de la  Première guerre de Tanaraki (en) dans le cadre des Guerres de Nouvelle-Zélande (en), les forces britanniques sous les ordres du  Major-Général Pratt mena des opérations de sape contre la ligne défensive d’un chef Māori appelé « Te Arei » (la barrière) sur le côté ouest de la rivière Waitara, qui barrait le chemin vers la colline du « pā historique » de Pukewairangi.
Durant ces opérations, le sergent noir John Lucas (en) fut décoré de la Croix de Victoria le 18 mars 1861.

## Qualité de l’eau
Historiquement, la qualité de l’eau de la rivière Waitara était médiocre du fait des rejets non contrôlés des eaux usés non traitées de la ville de Waitara et des déchets industriels des usines de transformation de la viande. Cette rivière apparaissait rouge à cause des rejets de l’usine de viande. La qualité de l’eau s’améliora significativement grâce à la construction en 1978 d’un déversoir dans l’océan pour les égouts et la fermeture ensuite de l’usine à viande. Jusqu’en 1999, les égouts de la ville d’Inglewood étaient déversés dans la rivière.
En termes de niveaux d’E.coli, le fleuve Waitara est listé comme le deuxième pire des  77 sites recensés par le NIWA (National River Water Quality Network, classé  comme convenant aux activités de loisirs et en particulier la natation.